# Szkoła oficerska ROA
Szkoła oficerska ROA (niem. Offiziers-Schule der ROA, ros. 1-я офицерская школа РОА) – uczelnia szkoląca oficerów Rosyjskiej Armii Wyzwoleńczej (ROA) pod koniec II wojny światowej.
Szkoła powstała w Münsingen na bazie kursów szkoleniowych młodszych oficerów przy 1 Dywizji ROA, utworzonych w listopadzie 1944. Na jej czele stanął płk Samuił Kojda, następnie gen. Władimir Azberg, a na końcu gen. Michaił Mieandrow. Szefem sztabu był płk Klimow. W styczniu 1945 utworzono przy niej „szkołę dla dowódców narodów wschodnich”, której komendantem został płk Kisielew. Sztab szkoły oficerskiej ROA podzielił się wówczas na oddział ćwiczebny, oddział gospodarczy z kompanią gospodarczą i oddział sanitarny. W ramach szkoły istniała ćwiczebna bateria artylerii wyposażona w działa kal. 75 mm i moździerze. W skład kadry szkolnej wchodziło 60 oficerów, w tym 6 pułkowników, 5 podpułkowników, 4 majorów i kapitan oraz 120 podoficerów i żołnierzy obsługi. Do zakończenia wojny odbyły się 2 kursy:
- od 3 listopada 1944 do lutego 1945 – 244 słuchaczy, wśród nich oddzielna grupa b. dowódców batalionów, szefów sztabów pułków i oficerów sztabowych Armii Czerwonej (zajęli oni funkcje oficerskie w 1 i 2 Dywizjach ROA),
- od lutego 1945 – 605 słuchaczy (kurs nie został dokończony).